# باسكله خان ميرزا (مقاطعة غيلانغرب)
باسكله‌خان‌ميرزا (بالفارسية: باسکله‌خان‌میرزا) هي قرية تقع في كرمانشاه في إيران. يقدر عدد سكانها بـ 55 نسمة بحسب إحصاء 2016.